# Fundacja Pamięci o Bohaterach Powstania Warszawskiego
Fundacja Pamięci o Bohaterach Powstania Warszawskiego – organizacja pozarządowa założona 14 listopada 2017 przez Związek Powstańców Warszawskich, BBI Development S.A. oraz Rafała Szczepańskiego.
Fundacja ma dwuosobowy zarząd. Prezesem zarządu jest jeden z założycieli – Rafał Szczepański, a członkiem zarządu – Monika Sarnecka. Pierwszymi członkami rady z ramienia Związku Powstańców Warszawskich byli Zbigniew Galperyn i Eugeniusz Tyrajski. 
Organizacja pozarządowa realizuje projekty edukacyjne i upamiętniające powstanie warszawskie, takie jak tablice pamięci, pomniki i wystawy, a także działa na rzecz powstańców warszawskich oraz organizuje akcje pomocowe. Jej motto – Pamiętam, pomagam – wyznacza dwa filary działalności – pielęgnowanie pamięci o powstaniu i doraźną pomoc powstańcom.

## Pomniki, tablice pamięci i murale

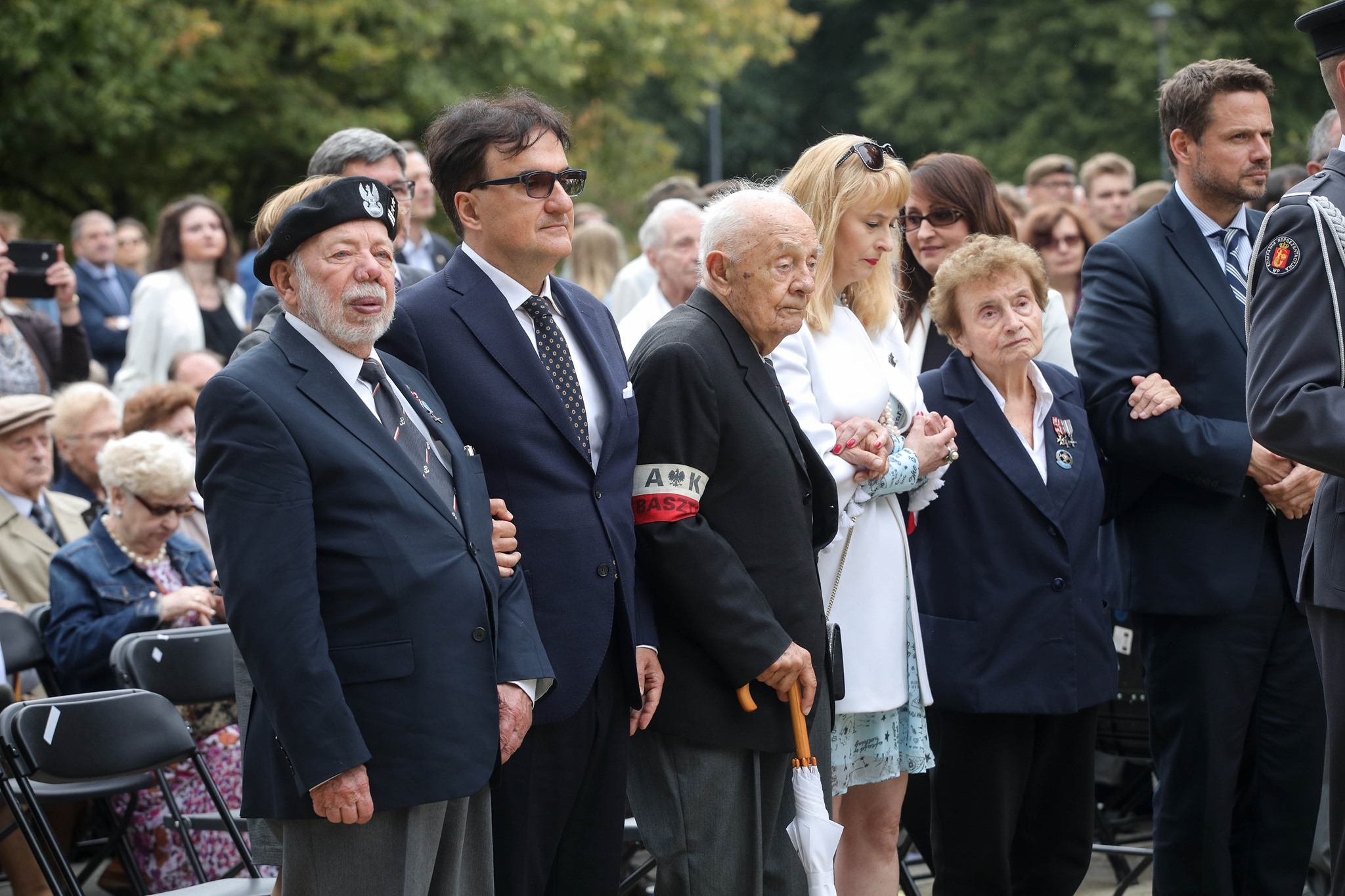
Uroczystość odsłonięcia pomnika gen. Zbigniewa Ścibor-Rylskiego ps. Motyl, od lewej: Zbigniew Galperyn ps. Antek, Rafał Szczepański, Eugeniusz Tyrajski ps. Genek, Sęk, Monika Sarnecka, Halina Jędrzejewska ps. Sławka i Rafał Trzaskowski.

Fundacja była inicjatorem i realizatorem trzech pomników:
- Zbigniewa Ścibora-Rylskiego ps. Motyl[3] w parku Marszałka Edwarda Rydza-Śmigłego w Warszawie,
- Stanisława Jankowskiego ps. Agaton[4] na skwerze jego imienia u zbiegu ul. Browarnej i Karowej w Warszawie,
- Kobietom Powstania Warszawskiego[5] na placu Krasińskich w Warszawie,

a także tablic pamięci: 
- Zbigniewa Ścibor-Rylskiego ps. Motyl[6],
- Kazimierza Leskiego ps. Bradl[7],
- Zbigniewa Galperyna ps. Antek[8],

- pamięci architektów, urbanistów, profesorów, wykładowców, pracowników i studentów Wydziału Architektury Politechniki Warszawskiej – uczestników Powstania Warszawskiego[9].

Fundacja zebrała środki na renowację grobu Zbigniewa Ścibor-Rylskiego ps. Motyl i jego żony Zofii Ścibor-Rylskiej ps. Marie Springer. Zrealizowała też dwa murale. W 2021 r. odsłoniła mural Pamiętajcie o Powstaniu! przy skrzyżowaniu ul. E. Plater i Nowogrodzkiej, a w 2023 r. Zbigniewa Ścibor-Rylskiego ps. Motyl na budynku przy skrzyżowaniu al. Jana Pawła II i ul. Miłej.

## Działalność edukacyjna
Fundacja w ramach swojej działalności statutowej realizuje inicjatywy edukacyjne. W 2018 r. przygotowała lekcję historii dla młodzieży z udziałem kombatanta, Eugeniusza Tyrajskiego ps. Genek, Sęk, a w 2019 r. zorganizowała spotkanie dla dzieci z Warmii z Janem Rybakiem ps. Tarzan na 50. piętrze wieżowca Złota 44. Propaguje też wiedzę o powstaniu warszawskim w mediach społecznościowych.
W 2019 r. Fundacja wydała książkę Plan zagłady Warszawy autorstwa dr. Stefana Artymowskiego. Publikacja prezentuje tajny niemiecki raport z okresu początku II wojny światowej, pozyskany przez Rafała Szczepańskiego. Zgromadzony materiał ikonograficzny ukazuje zniszczenie Warszawy we wrześniu 1939 roku, które zostało dokonane zgodnie z przedwojennymi planami Niemców. Album trafił do wszystkich szkół ponadpodstawowych w Warszawie.
W 80. rocznicę wybuchu powstania warszawskiego, w 2024 r., Fundacja przygotowała trzy czasowe, plenerowe wystawy historyczne: o Batalionie „Zaremba-Piorun” na ogrodzeniu kościoła świętych Apostołów Piotra i Pawła, o Batalionie „Chrobry I” w Ogrodzie Krasińskich i na temat Szarych Szeregów na skwerze H. Hoovera w Warszawie.

## Działalność społeczna
W 2018 r. Fundacja skierowała petycję do Sejmu Rzeczypospolitej Polskiej, w której wniosła o przyjęcie ustawy zapewniającej ochronę miejsc pochówku osób zasłużonych w walkach o wolność i suwerenność Polski. W jej efekcie Komisja do Spraw Petycji Sejmu Rzeczypospolitej Polskiej przygotowała projekt Ustawy o zapewnieniu godnej pamięci i należytej ochrony miejscom spoczynku Bohaterów Powstania Warszawskiego oraz innych osób zasłużonych w walkach o niepodległość i suwerenność Państwa Polskiego.
Fundacja wraz z powstańcami warszawskimi zabiera głos w ważnych społecznie zagadnieniach, m.in. w 2019 r. sprzeciwiając się przejawom antysemityzmu, gdy doszło do „Sądu nad Judaszem” w Pruchniku, a także w 2020 r., gdy do debaty publicznej zaczęły przedostawać się krzywdzące przekazy na temat osób LGBT. Wraz ze Związkiem Powstańców Warszawskich Fundacja oświadczyła wtedy, że „z wielkim oburzeniem przyjęte zostały ostatnie wydarzenia, które mają na celu dzielenie społeczeństwa i wywoływanie nienawiści do osób LGBT”.

## Działalność wspierająca kombatantów
Fundacja współpracowała z Legią Warszawa organizując zbiórki na pomoc powstańcom w trakcie meczów, np. 4 sierpnia i 15 grudnia 2018 roku. W 2020 r. wspierała kombatantów warszawskich w walce ze skutkami pandemii COVID-19 i apelowała o to do innych instytucji oraz ludzi dobrej woli. Była to odpowiedź na rosnącą liczbę zakażeń koronawirusem, która wymagała pilnego działania w celu ochrony zdrowia i życia kombatantów. W ramach akcji „Serce dla powstańców” wolontariusze przekazali 120 paczek do domów uczestników powstania.
Fundacja zainicjowała i koordynuje projekt „Pamiętam – pomagam”, w ramach którego dwa razy do roku – na Wielkanoc i Boże Narodzenie – kombatanci otrzymują świąteczne paczki. Apelowała do władz Warszawy o przyznanie wszystkim żyjącym powstańcom Nagrody m.st Warszawy, a co się z tym wiąże – nagrody finansowej. W 2018 r. Rada Warszawy przyjęła projekt przez aklamację. Od tego czasu w budżecie miasta co roku przeznaczone są środki na ten cel.

## Medal "Pamiętam, pomagam"
Związek Powstańców Warszawskich i Fundacja Pamięci o Bohaterach Powstania Warszawskiego przyznają medal „Pamiętam, pomagam”. Jest to odznaczenie za szczególną pomoc powstańcom warszawskim oraz za działanie na rzecz kultywowania pamięci o powstaniu.

## Nagrody
Fundacja została uhonorowana Odznaką Honorową Zasłużonego dla Warszawy w 2023 r. i Nagrodą m.st. Warszawy w 2024 roku.